# 薛氏鰳
薛氏鰳為輻鰭魚綱鲱形目鋸腹鰳科的其中一種，為熱帶海水魚，分布於印度西太平洋區，從波斯灣至暹羅灣半鹹水、海域，深度0-50公尺，體長可達23公分，棲息在沿海及河口區水域，生活習性不明，可做為食用魚。

## 擴展閱讀
維基物種上的相關：薛氏鰳